# Mariano Comense
Mariano Comense es una localidad y comune italiana de la provincia de Como, región de Lombardía.
En 2020, el municipio tenía una población de 24 842 habitantes. Es el tercer municipio más poblado de la provincia, tras Como y Cantù.
Se ubica en el extremo septentrional del área metropolitana de Milán, en el límite con la vecina provincia de Monza y Brianza. Las ciudades de Cantù y Como se ubican respectivamente unos 5 y 15 km al noroeste de Mariano Comense.

## Historia
Tiene su origen en un antiguo poblado celta que se romanizó en el siglo II. Aquí vivió durante muchos años el escritor Flavio Malio Teodoro, importante consejero de Teodosio I el Grande. Cuando en la Edad Media la diócesis de Milán se dividió en 14 plevanie, se estableció aquí una de ellas, apareciendo la localidad en escritos del siglo VII como el fundus Marlianus. Desde el siglo XIV quedó integrado en el ducado de Milán, concediéndole en 1460 Francisco I Sforza el derecho a organizar un mercado semanal los miércoles. En 1774, José II del Sacro Imperio Romano Germánico la hizo sede de una pretura, que perdió a principios del siglo XIX en la crisis que dio lugar al reino lombardo-véneto del Imperio Habsburgo. A lo largo del siglo XX creció notablemente por su proximidad a Milán, recibiendo Mariano Comense el título de ciudad en 1996.

## Evolución demográfica
| Gráfica de evolución demográfica de Mariano Comense entre 1861 y 2001 |
|                                                                       |
| Fuente ISTAT - elaboración gráfica de Wikipedia                       |